# Да Граса, Карлуш
Карлуш Алберту Монтейру Диаш да Граса (порт. Carlos Alberto Monteiro Dias da Graça) (22 декабря 1931 — 17 апреля 2013, Лиссабон, Португалия) — государственный деятель Демократической Республики Сан-Томе и Принсипи, премьер-министр (1994—1995).

## Биография
Получил медицинской образование, работал врачом. В 1960 г. вступил в партию Движение за освобождение Сан-Томе и Принсипи, которая оставалась правящей с момента провозглашения независимости в 1975 г. и до введения многопартийности в 1990/1991.
В 1975 г. — депутат Учредительного собрания, в том же году назначен министром социального обеспечения и здравоохранения. Однако вскоре ушёл в оппозицию, в 1978 г. стал участником неудачной попытки государственного переворота, был заочно приговорен к 24 годам тюрьмы и жил в эмиграции в Габоне, оставаясь одним из главных противников президента Мануэла Пинту да Кошта. В 1985 г. был помилован и смог вернуться на родину.
- 1988—1990 гг. — министр иностранных дел,
- 1988—1991 гг. — депутат парламента,
- 1994—1995 гг. — премьер-министр Сан-Томе и Принсипи, был смещен в результате попытки государственного переворота, условием мирного соглашения стала отставка правительства,
- 1996 г. — баллотировался на пост президента, но набрал лишь 5,4 % голосов.

С 2005 г. депутат парламента, председатель комитета по социальным вопросам, представлял в своей стране организацию Форум франкоязычного бизнеса.
В 2006 г. объявил об уходе из политики.